# Helen Jenkins
Helen Rebecca Jenkins –nacida Helen Rebecca Tucker– (Elgin, 8 de marzo de 1984) es una deportista británica que compitió en triatlón.
Ganó dos medallas de oro en el Campeonato Mundial de Triatlón, en los años 2008 y 2011 y una medalla de oro en el Campeonato Mundial de Triatlón por Relevos Mixtos de 2011.
Participó en tres Juegos Olímpicos de Verano, entre los años 2008 y 2016, ocupando el quinto lugar en Londres 2012.

## Palmarés internacional
| Campeonato Mundial                    | Campeonato Mundial | Campeonato Mundial | Campeonato Mundial |
| Año                                   | Lugar              | Medalla            | Prueba             |
| ------------------------------------- | ------------------ | ------------------ | ------------------ |
| 2008                                  | Vancouver (Canadá) | Medalla de oro     | Individual         |
| 2011                                  | Pekín (China)      | Medalla de oro     | Individual         |
| Campeonato Mundial por Relevos Mixtos |                    |                    |                    |
| Año                                   | Lugar              | Medalla            | Prueba             |
| 2011                                  | Lausana (Suiza)    | Medalla de oro     | Relevo mixto       |